# Стоянцівська сільська рада
| Стоянцівська сільська рада — колишній орган місцевого самоврядування у Мостиському районі Львівської області з адміністративним центром у с. Стоянці. Історична дата утворення: в 1940 році. Сільській раді підпорядковані населені пункти: - с. Стоянці - с. Мистичі - с. Санники |

## Склад ради
Рада складається з 16 депутатів та голови.

### Керівний склад ради
| ПІБ                  | Основні відомості                                                                                            | Дата обрання | Дата звільнення |
| -------------------- | --- | ------------ | --------------- |
| Леган Ігор Тадейович | Сільський голова, 1961 року народження, освіта, член Партії промисловців і підприємців України               | 26.03.2006   | 31.10.2010      |
| Леган Ігор Тадейович | Сільський голова, 1961 року народження, освіта середня спеціальна, член Всеукраїнського об'єднання «Свобода» | 31.10.2010   |                 |

Примітка: таблиця складена за даними джерела